# 蒼白樸麗魚
蒼白樸麗魚，為輻鰭魚綱鱸形目隆頭魚亞目慈鯛科的其中一種，分布於非洲維多利亞湖流域，棲息深度30-36公尺，體長可達7.4公分，棲息在中底層水域，生活習性不明。

## 擴展閱讀
維基物種上的相關：蒼白樸麗魚